# Diskografie Pink Floyd
Toto je diskografie britské rockové skupiny Pink Floyd.

## Studiová alba
| Rok  | Album                          | UK | US  | Label            |
| ---- | ------------------------------ | -- | --- | ---------------- |
| 1967 | The Piper at the Gates of Dawn | 6  | 131 | Columbia Records |
| 1968 | A Saucerful of Secrets         | 9  | –   | Columbia Records |
| 1969 | Soundtrack from the Film More  | 9  | 153 | Columbia Records |
| 1969 | Ummagumma                      | 5  | 74  | Harvest Records  |
| 1970 | Atom Heart Mother              | 1  | 55  | Harvest Records  |
| 1971 | Meddle                         | 3  | 70  | Harvest Records  |
| 1972 | Obscured by Clouds             | 6  | 46  | Harvest Records  |
| 1973 | The Dark Side of the Moon      | 2  | 1   | Harvest Records  |
| 1975 | Wish You Were Here             | 1  | 1   | Harvest Records  |
| 1977 | Animals                        | 2  | 3   | Harvest Records  |
| 1979 | The Wall                       | 3  | 1   | Harvest Records  |
| 1983 | The Final Cut                  | 1  | 6   | Harvest Records  |
| 1987 | A Momentary Lapse of Reason    | 3  | 3   | EMI              |
| 1994 | The Division Bell              | 1  | 1   | EMI              |
| 2014 | The Endless River              | 1  | 3   | Parlophone       |

## Koncertní alba
| Rok  | Album                                             | UK | US  | Label              |
| ---- | ------------------------------------------------- | -- | --- | ------------------ |
| 1969 | Ummagumma                                         | 5  | 74  | Harvest Records    |
| 1988 | Delicate Sound of Thunder                         | 11 | 11  | EMI                |
| 1995 | Pulse                                             | 1  | 1   | EMI                |
| 2000 | Is There Anybody Out There? The Wall Live 1980–81 | 15 | 19  | EMI                |
| 2021 | Live at Knebworth 1990                            | 8  | 100 | Pink Floyd Records |
| 2023 | The Dark Side of the Moon Live at Wembley 1974    | 4  | 49  | Pink Floyd Records |
| 2025 | Pink Floyd at Pompeii – MCMLXXII                  |    |     | Pink Floyd Records |

## Kompilační alba
| Rok       | Album                                      | UK | US  | Label              |
| --------- | ------------------------------------------ | -- | --- | ------------------ |
| 1970 1974 | The Best of the Pink Floyd Masters of Rock | –  | –   | Columbia Records   |
| 1971      | Relics                                     | 32 | 152 | Starline           |
| 1981      | A Collection of Great Dance Songs          | 37 | 31  | Harvest Records    |
| 1983      | Works                                      | –  | 68  | Capitol Records    |
| 2001      | Echoes: The Best of Pink Floyd             | 2  | 2   | EMI                |
| 2011      | A Foot in the Door: The Best of Pink Floyd | 14 | 50  | EMI                |
| 2016      | Cre/ation: The Early Years 1965–1972       | 19 | 103 | Pink Floyd Records |

## Box sety
| Rok  | Album                                      | UK  | US  | Label              |
| ---- | ------------------------------------------ | --- | --- | ------------------ |
| 1973 | A Nice Pair                                | 21  | 36  | Harvest Records    |
| 1979 | The First XI                               | –   | –   | Harvest Records    |
| 1992 | Shine On                                   | –   | –   | EMI                |
| 2007 | Oh, by the Way                             | –   | –   | EMI                |
| 2011 | Discovery                                  | 112 | 175 | EMI                |
| 2016 | The Early Years 1965–1972                  | –   | –   | Pink Floyd Records |
| 2019 | The Later Years                            | –   | –   | Pink Floyd Records |
| 2023 | The Dark Side of the Moon 50th Anniversary | –   | –   | Pink Floyd Records |

## Extended play
| Rok  | EP                            | Label         |
| ---- | ----------------------------- | ------------- |
| 1995 | London '66–'67                | See for Miles |
| 1997 | 1967: The First Three Singles | EMI           |
| 2015 | 1965: Their First Recordings  | Parlophone    |

## Singly
- 1967 – „Arnold Layne“
- 1967 – „See Emily Play“
- 1967 – „Flaming“
- 1967 – „Apples and Oranges“
- 1968 – „It Would Be So Nice“
- 1968 – „Let There Be More Light“
- 1968 – „Point Me at the Sky“
- 1969 – „The Nile Song“
- 1971 – „One of These Days“
- 1972 – „Free Four“
- 1973 – „Money“
- 1974 – „Time“/„Us and Them“
- 1975 – „Have a Cigar“
- 1979 – „Another Brick in the Wall Part 2“
- 1980 – „Run Like Hell“
- 1980 – „Comfortably Numb“
- 1982 – „When the Tigers Broke Free“
- 1983 – „Not Now John“
- 1987 – „Learning to Fly“
- 1987 – „On the Turning Away“
- 1988 – „One Slip“
- 1994 – „Take It Back“
- 1994 – „High Hopes“
- 1994 – „Keep Talking“
- 1995 – „Wish You Were Here“ (live)
- 2014 – „Louder than Words“
- 2022 – „Hey, Hey, Rise Up!“

## Video alba
Toto je seznam hudebních videozáznamů – koncertů, video alb a tematických filmů. Nejsou zde zahrnuty nejrůznější dokumenty, které se Pink Floyd týkají.
- 1972 – Pink Floyd v Pompejích (film/koncert 1971)
- 1982 – Pink Floyd: The Wall (film/videoklip 1982)
- 1983 – The Final Cut (videoEP 1983)
- 1989 – Delicate Sound of Thunder (koncert 1988)
- 1995 – Pulse (koncert 1994)
- 2005 – London '66–'67 (koncert 1967)

## Spolupráce s jinými autory
- 1968 – Tonite Let's All Make Love in London (soundtrack, s více hudebníky)
- 1970 – Zabriskie Point (soundtrack, s více hudebníky)

## Hudba k filmům, jež nebyla vydána jako soundtrack
- 1968 – The Committee
- 1992 – La Carrera Panamericana